# Norbert Bausch
Norbert „Bob“ Bausch (* 27. Juli 1946 in Luxemburg) ist ein ehemaliger luxemburgischer Fußballspieler.
Bauschs Heimatverein war Etzella Ettelbrück. Später spielte er auch für Racing White Brüssel. Am 8. Dezember 1968 stand er im Kader der luxemburgischen Fußballnationalmannschaft bei einem Freundschaftsspiel gegen die belgische B-Auswahl. Es blieb sein einziger Einsatz in der Nationalmannschaft.